# 尼揚加國家公園
尼揚加國家公園（英語：Nyanga National Park）是非洲南部國家津巴布韋的國家公園，位於該國北部穆塔雷附近，佔地472平方公里，成立於1926年，野生動物有非洲水牛、獅子、山羚、豹、鬣狗、藍麂羚、虹鱒等。

## 外部連結
- Park web site
- Parks and Wildlife Management Authority